# Diadegma lyonetiae
Diadegma lyonetiae là một loài tò vò trong họ Ichneumonidae.